# 北原保雄
北原 保雄（きたはら やすお、1936年8月4日 - 2024年2月22日）は、日本の国語学者・言語学者。位階は従三位。学位は文学博士（筑波大学・1981年）（学位論文「日本語助動詞の研究」）。筑波大学名誉教授・元学長。新潟産業大学名誉学長。独立行政法人日本学生支援機構元理事長、文化審議会委員（国語分科会会長）。

## 略歴
新潟県柏崎市出身。新潟県立柏崎高等学校、1960年、東京教育大学卒業。1968年、同大学大学院文学研究科国語学博士課程中退。東京都公立学校教員、和光大学講師、助教授を経て、1974年に筑波大学文芸・言語系助教授。1981年「日本語助動詞の研究」で筑波大学より文学博士の学位を取得。1984年に同大学教授に就任。1993年から1997年まで筑波大学附属図書館長、1998年から2004年まで同大学学長。2004年名誉教授。
その後、独立行政法人日本学生支援機構の初代理事長を約4年半務めた後、2013年4月から5年間新潟産業大学の学長を務めた。退任後の2018年6月に名誉学長の称号を授与された。また、2008年12月から学長を退任するまでの9年以上にわたり、経営母体である学校法人柏専学院の理事、評議員も務めた（うち2016年12月から2017年3月までは理事長）。2012年春瑞宝重光章叙勲。
2024年2月22日、間質性肺炎のため千葉県柏市の病院で死去した。87歳没。死没日付をもって従三位に叙された。

## 業績
日本語文法と語彙の研究を基盤に、言葉の変遷を丹念に見つめ、『明鏡国語辞典』などの多くの辞典の編纂に携わる。現代語への提言も多い。著書に『日本語助動詞の研究』(1981年)、『問題な日本語』(編著　2004年)、『日本語の形容詞』(2010年)など、日本語に関する単著や監修を務めた著書が多数あり、中でも『問題な日本語』は70万部を超えるベストセラーである。TBS系列で放送されたバラエティ番組『クイズ!日本語王』では御意見番として出演していた。

## 著書

### 単著
- 『きのふはけふの物語研究及び総索引』(大東急記念文庫蔵) (笠間書院) (1973年)
- 『日本語の世界6 日本語の文法』（中央公論社）(1981年)
- 『日本語助動詞の研究』(大修館書店) (1981年)
- 『日本語文法の焦点』(教育出版) (1984年)
- 『文法的に生きる 日本語の表現と文法』(大修館書店) (1984)
- 『表現文法の方法』（大修館書店）(1996)
- 『青葉は青いか 日本語を歩く』（大修館書店）(1997)
- 『達人の日本語』（文春文庫)、(2005年）
- 『北原保雄の日本語文法セミナー』（大修館書店）(2006)
- 『日本語どっち!?』(金の星社) (2006)
- 『類義の日本語 ビミョウに異なる』（小学館文庫) (2007年）
- 『言葉美人の知的な敬語』ベストセラーズ (2008年)
- 『14歳からの日本語の基本。その日本語、間違っていませんか? 45分でわかる!』マガジンハウス 2009年
- 『言葉の化粧 働く女性のすてきな会話術』ホーム社 2009年
- 『日本語の形容詞』大修館書店 2010年
- 『ことばの教育 北原保雄トークアンソロジー』勉誠出版 2011年
- 『日本語とともに 北原保雄トークアンソロジー』勉誠出版 2011年
- 『日本語の常識アラカルト』（文春文庫、2011年）
- 『岐点の軌跡、わが歩み来し道』（勉誠出版、2011年）
- 『勘違いの日本語、伝わらない日本語』（宝島社新書、2013年）
- 『日本語の助動詞 二つの「なり」の物語』大修館書店 2014
- しっくりこない日本語 (2017年)
- 続 岐点の軌跡―老いてなお岐点あり (2020年)
- 改めたい文法の非常識 主語の解体と文の構造 (2022年)

### 監修・編著
- 『大蔵虎明本狂言集の研究 本文篇』池田広司共著 表現社 1972-83
- 『日本文法事典』鈴木丹士郎、武田孝、増淵恒吉、山口佳紀共編 有精堂出版 1981
- 『日本語文法論術語索引』 有精堂出版 1982
- 『狂言記の研究』大倉浩共著 勉誠社 1983
- 『続狂言記の研究』小林賢次共著 勉誠社 1985
- 『日本の古典 名著への招待』 大修館書店 1986
- 『狂言記拾遺の研究』吉見孝夫共著 勉誠社 1987
- 『全訳古語例解辞典』 小学館 1987
- 『反対語対照語辞典』東郷吉男共編 東京堂出版 1989
- 『延慶本平家物語』小川栄一共編 勉誠社 1990-96
- 『日本語逆引き辞典』（大修館書店）1990
- 『狂言記新注』大倉浩共著 武蔵野書院 1992
- 『新日本古典文学大系 舞の本』麻原美子と校注 岩波書店、1994
- 『概説日本語』 朝倉書店 1995
- 『同音語同訓語使い分け辞典』鳥飼浩二共編 東京堂出版 1995
- 『カタカナ語使い分け辞典』吉見孝夫共編 東京堂出版 1996
- 『狂言記外五十番の研究』大倉浩共著 勉誠社 1997
- 『明鏡国語辞典』（大修館書店）2002
- 『小学館全文全訳古語辞典』（小学館）2004
- 問題な日本語1 (大修館書店) (2004年)
- 問題な日本語2 (大修館書店) (2005年)
- 『クイズ!日本語王 日本語力測定!クイズ100問』 大修館書店 2005
- みんなで国語辞典!―これも、日本語 (2006年)
- 問題な日本語3 (大修館書店) (2007年)
- 『ことわざ成句使い方辞典』加藤博康共著（大修館書店 2007）
- 『KY式日本語 ローマ字略語がなぜ流行るのか』「もっと明鏡委員会」共編（大修館書店）2008
- 『あふれる新語 みんなで国語辞典 2』「もっと明鏡」委員会共編 大修館書店 2009
- 「国語力アップ めざせ！日本語クイズマスター」シリーズ（金の星社）2009
- 問題な日本語4 (2011年)
- みんなで国語辞典3 辞書に載らない日本語 (2012年)
- 『実用早引き新国語辞典』（万来舎 2013）